# Стюр Убийца
Стюр Убийца сын Торгрима (приблизительно 940, Заводь Бьёрна, Исландия — 1007) — исландский аристократ, хёвдинг, видный деятель «века саг». Глава рода Кьяллеклингов, тесть и союзник Снорри Годи. Стал видным персонаж ряда «саг об исландцах», рассказывающих о западной четверти острова, в том числе «Саги о Битве на Пустоши» и «Саги о Людях с Песчаного Берега». Существовала отдельная сага о Стюре, не сохранившаяся в качестве самостоятельного произведения.

## Биография
Стюр принадлежал к знатному исландскому роду норвежского происхождения. Саги называют в числе его предков по мужской линии Кетиля Плосконосого, херсира в Норвегии, во второй половине IX века подчинившего своей власти Гебридские и Оркнейские острова. Сын Кетиля Бьёрн с Востока женился на дочери Кьяллака, ярла Ямталанда. После конфликта с конунгом Харальдом Прекрасноволосым он переселился в Исландию и занял обширные земли в Широком Фьорде (886 год). Бьёрн оставил сыновей Кьяллака Старого и Оттара, а сыном Кьяллака от Астрид, дочери Хрольва херсира, был Торгрим Годи. В «Саге о Людях с Песчаного Берега» уточняется, что потомство Бьёрна (Кьяллеклинги) стало самым многочисленным родом в Широком Фьорде. «Высокомерие Кьяллеклингов было столь велико, что они перестали считать других людей в округе себе ровней».
Приблизительно в 940 году в семье Торгрима Годи и Торхильд (дочери Торкеля Дурная Пашня) родился сын Арнгрим, второй по счёту после Бранда (позже родился третий сын, Вермунд Тощий). Поскольку он «был крайне заносчив, склонен к притеснениям и насилию», его прозвали Стюр («раздор»), и это прозвище вытеснило имя. Сага описывает Стюра как человека рослого и сильного, «с резкими чертами лица и большим носом. У него были бледно-рыжие волосы, рано отступившие со лба, сросшиеся брови и большие пронзительные глаза».
После смерти Торгрима в 980 году его усадьба Заводь Бьёрна перешла к Вермунду, а Стюр поселился отдельно, у подножия Лавовой Пустоши. Он держал на своей усадьбе много вооружённых людей и благодаря этому контролировал всю округу, а врагов убивал, не выплачивая за них виру. В 982 году Стюр поддержал на тинге Эйрика Рыжего, совершившего несколько убийств, и помог ему покинуть страну (после этого Эйрик поплыл на северо-запад и открыл Гренландию). В 983 году Стюр оказал услугу своему брату Вермунду, убив двух берсерков, которых тот получил в дар от ярла Хакона. К этому же времени относится союз Стюра со Снорри Годи — могущественным хёвдингом из рода Людей с Мыса Тора, прежде конкурировавшего с Кьяллеклингами.
В распре между Людьми с Песчаного Берега и Людьми из Лебяжьего Фьорда Стюр сначала поддерживал первых, но потом (приблизительно в 997 году) встал на сторону вторых. В 1007 году он убил по пустячному поводу бонда по имени Торхалли (или Торхалль), и сын последнего Гест смог отомстить: он подкрался к Стюру, когда тот сидел у очага, и нанёс ему смертельную рану топором. Некоторое время Гест скрывался у бондов Городищенского Фьорда, и это стало причиной масштабной распри, так как Снорри Годи счёл необходимым наказать тех, кто предоставлял убежище.
Стюр Убийца был женат на Торбьёрг, дочери Торстейна Волнореза. В этом браке родились Торстейн, Халль и Асдис, ставшая женой Снорри Годи и матерью Торда Кисы, Тородда, Торстейна (предка Асбирнингов.) и Гудлауга Монаха.

## В литературе
В Исландии была сложена сага о Стюре Убийце, которая не была записана и не сохранилась как самостоятельное произведение. О жизни Стюра рассказывают «Сага о Людях с Песчаного Берега» и «Сага о Битве на Пустоши».